# Gopināthpur
Gopināthpur är en ort i Indien.   Den ligger i distriktet Saraikela och delstaten Jharkhand, i den östra delen av landet, 1 100 km sydost om huvudstaden New Delhi. Gopināthpur ligger 184 meter över havet och antalet invånare är 5 255.
Terrängen runt Gopināthpur är platt, och sluttar norrut. Runt Gopināthpur är det tätbefolkat, med 319 invånare per kvadratkilometer. Närmaste större samhälle är Jamshedpur, 19,2 km nordost om Gopināthpur. Trakten runt Gopināthpur består till största delen av jordbruksmark.